# Remington .22 Junior Special
O Remington .22 Junior Special Long e Short (formalmente Model 521 Junior Special o sufixo "T" foi adicionado em 1958), é um rifle por ação de ferrolho criado na década de 1930 e lançado em 1947 pela Remington Arms.

## Visão geral
O Remington .22 Junior Special é equipado com uma "mira de abertura" Lyman ajustável que é muito mais precisa do que miras regulares de ferro. O rifle é leve e robusto. Ele vem com um carregador removível de 6 munições que se insere por baixo da câmara. O único problema com este rifle é que o carregador foi construído de forma barata e às vezes se abre ao meio, no entanto, isso não afeta o rifle de forma alguma, exceto na velocidade com que o operador recarrega.
O rifle usa três tipos de munição: o .22 Short, o .22 Long e o .22 Long Rifle.